# Karl Nastelski
Karl August Nastelski (* 21. September 1899 in Remscheid; † 11. März 1972) war ein promovierter deutscher Jurist und Senatspräsident am Bundesgerichtshof.

## Leben
Karl Nastelski war Sohn eines rheinischen Notars und wuchs im Bergischen Land auf. Er studierte Rechtswissenschaft an der Albert-Ludwigs-Universität Freiburg und gehörte seit 1919 der Freiburger Burschenschaft Franconia an. Nach seiner juristischen Ausbildung war er als Richter in einer Kammer für Patentsachen beim Landgericht Düsseldorf und anschließend im Patentsenat des Oberlandesgerichts Düsseldorf tätig.
Am 5. Januar 1953 wurde er an den Bundesgerichtshof berufen. Er war Mitglied des für gewerblichen Rechtsschutz einschließlich Patentrecht zuständigen I. Zivilsenats. Nach seiner Ernennung zum Senatspräsidenten war Nastelski ab Februar 1958 Vorsitzender des II. Zivilsenats, der unter anderem mit Gesellschaftsrecht befasst ist. Vom 1. Januar 1963 bis zu seiner Pensionierung am 30. September 1967 leitete er den X. Zivilsenat.
Karl August Nastelski war auch als Rechtslehrer an der Universität Karlsruhe tätig. Im Januar 1967 wurde er zum Honorarprofessor ernannt.

## Veröffentlichungen
- Der Aufrechnungsvertrag und die Begründung und Ausschließung des Rechtes zur Aufrechnung durch Vertrag (Diss. Göttingen 1926)
- Die Rechtsprechung des BGH zum Firmenschutz, MuW 1956, 188
- Eduard Reimer (Begr.): Patentgesetz und Gebrauchsmustergesetz. Systematischer Kommentar. Köln 1968, 3. Aufl.: Carl, Heymanns (Mitbearbeiter mit Rudolf Neumar, Ernst Reimer und Wilhelm Trüstedt).

## Würdigung
- Philipp Möhring: Nachruf für die Herren Senatspräsidenten Professor Dr. Karl August Nastelski und Rudolf Pehle, GRUR 1972, S. 623.